# Sphenocentrum
Sphenocentrum é um género botânico pertencente à família Menispermaceae.

## Espécies
- Sphenocentrum jollyanum Pierre